# Hiawatha (Kansas)
Hiawatha é uma cidade localizada no estado americano de Kansas, no Condado de Brown.

## Demografia
Segundo o censo americano de 2000, a sua população era de 3417 habitantes.
Em 2006, foi estimada uma população de 3237, um decréscimo de 180 (-5.3%).

## Geografia
De acordo com o United States Census Bureau tem uma área de
5,8 km², dos quais 5,8 km² cobertos por terra e 0,0 km² cobertos por água. Hiawatha localiza-se a aproximadamente 345 m acima do nível do mar.

## Localidades na vizinhança
O diagrama seguinte representa as localidades num raio de 16 km ao redor de Hiawatha.